# Полянка (станція метро)
55°44′16″ пн. ш. 37°37′06″ сх. д. / 55.7378° пн. ш. 37.6183° сх. д.
«Полянка» (рос. Полянка) — станція Серпуховсько-Тимірязєвської лінії Московського метрополітену.
Відкрита у складі черги «Серпуховська» — «Боровицька» 23 січня 1986. Названа на честь розташованих поруч зі станцією метро вулиць Велика Полянка і Мала Полянка.

## Технічна характеристика
Конструкція станції — колонна трисклепінна (закладення — 36,5 метрів).

## Колійний розвиток
Станція без колійного розвитку.

## Оздоблення
Оздоблення станції виконане в простих архітектурних формах. Колійні стіни і пілони оздоблені мармуром світло-сірих відтінків. Освітлення — люмінесцентні лампи денного світла.
У торці залу знаходиться скульптурна композиція «Молода сім'я» (художник С. А. Горяїнов), виконана в кольоровій кераміці.

## Вестибюлі і пересадки
На станції один вестибюль на розі вулиці Велика Полянка і 2-го Полянського провулка. Поблизу вестибюля також розташовуються Мала Полянка і Мала Якиманка, Старомонетний і Бродников провулки.

### Пересадки
Вікісховище має мультимедійні дані за темою: Полянка (станція метро)
- Автобуси: м9, с920